# قائمة الحوادث الإرهابية في السعودية
قائمة الحوادث الإرهابية في السعودية، منذ بدأت في القرن العشرين، عام 1965 وحتى عام 2015.
| التاريخ                   | النوع                                    | القتلى    | الجرحى    | |
| ------------------------- | ---------------------------------------- | --------- | --------- | --- |
| 9 سبتمبر 1965             | إطلاق نار                                | 1         | 1         | محاولة لإقتحام مبنى التلفزيون السعودي من قبل متشددين إسلاميين يقودهم خالد بن مساعد بن عبد العزيز آل سعود . |
| 1966 - 1967               | تفجيرات                                  | غير معروف | غير معروف | هجمات شنتها جماعة يسارية تطلق على نفسها اتحاد شعب الجزيرة العربية على أهداف في العاصمة الرياض والمنطقة الشرقية و إعدم 17 من المشتبه بهم بتنفيذها . |
| 11 فبراير 1967            | قنبلة                                    | 0         | 0         | وضع قنبلة أمام مقر وزارة الدفاع السعودية بالعاصمة الرياض ، يشتبه بجماعة يسارية تطلق على نفسها اسم اتحاد شعب الجزيرة العربية |
| 1 يناير 1976              | تفجير طائرة                              | 86        | 0         | طائرة ركاب من طراز بوينغ 727 تابعة لطيران الشرق الأوسط كانت تقوم برحلة انطلقت من بيروت و كانت في طريقها لدبي لكن انفجار حدث بالطائرة أدى إلى سقوطها وتحطمها، تحطمت الطائرة في مدينة القيصومة شمال السعودية و لا يعرف من الفاعل لكن لبنان كان في حالة حرب أهلية آنذاك                                |
| 21 نوفمبر - 5 ديسمبر 1979 | إطلاق نار ، إحتجاز رهائن                 | 234       | 451       | قامت جماعة إسلامية تطلق على نفسها اسم الجماعة السلفية المحتسبة باحتلال الحرم المكي و التحصن فيه وإحتجاز المصلين وبعد قتال استمر لمدة أسابيع إستطاعت القوات السعودية تحرير المسجد الحرام . |
| 19 مايو 1985              | عبوة ناسفة                               | 1         | 3         | إنفجار عبوات ناسفة في العاصمة الرياض ، يشتبه في أن أفراد من حزب الله الحجاز قاموا بتنفيذها . |
| اغسطس 1986                | محاولة تهريب متفجرات من نوع c4           | 0         | 0         | اكتشفت السلطات السعودية محاولة تهريب متفجرات أثناء موسم الحج من قبل أفراد من الحرس الثوري الإيراني |
| 25 ديسمبر 1986            | إختطاف طائرة                             | 63        | 43        | طائرة ركاب من طراز بوينغ 737 تابعة للخطوط العراقية انطلقت من بغداد في طريقها لعمان و حاول 4 من الركاب إختطاف الطائرة تدخل مسؤول أمن الطائرة مما أدى إلى قيام أحد الخاطفين برمي قنبلة ومن ثم أدى لسقوط الطائرة وتحطمها في عرعر شمال السعودية ، و تبنت العملية جماعة شيعية تسمي نفسها الجهاد الإسلامي |
| 31 يوليو 1987             | شغب و مولوتوف وسلاح أبيض وإطلاق نار      | 402       | 649       | مصادمات وإشتباكات بين الشرطة السعودية وأفراد من الحرس الثوري الإيراني أثناء موسم الحج |
| 15 أغسطس 1987             | تفجير                                    | 0         | 0         | هجوم على منشأة غاز طبيعي بهدف الإضرار بالإقتصاد في مدينة رأس تنورة تبنى الهجوم حزب الله الحجاز بينما قالت الحكومة بأن الحادث عرضي . |
| 28 مارس - 30 مارس 1988    | عبوة ناسفة                               | 0         | 0         | إستهدف منشأة بتروكيماوية في مدينة الجبيل و منشأة نفطية مدينة رأس تنورة و ألقي القبض على 4 من المتورطين في الهجوم من أفراد حزب الله الحجاز و تم محاكمتهم وإعدامهم . |
| اغسطس 1988                | إطلاق نار                                | 3         | غير معروف | تبادل لإطلاق النار في القطيف بين الشرطة ومسلحين مشتبه بانتمائهم لحزب الله الحجاز ، قتل 3 من الشرطة وقبض على 3 من المسلحين . |
| 10 يوليو 1989             | تفجير بمادة TNT                          | 1         | 16        | نفذ الهجوم في الحرم المكي و إتهمت الحكومة السعودية 22 شخص من جماعة حزب الله الكويتي و تمت محاكمتهم وإعدم 16 منهم . |
| اكتوبر 1989               | عبوة ناسفة                               | 0         | 0         | جرى تعطيل عبوتين ناسفتين بالقرب من وزارة الداخلية السعودية و يشتبه أن من قام به أفراد من حزب الله الحجاز . |
| 3 فبراير 1991             | إطلاق نار                                | 0         | 4         | قام مجهولين يعتقد أنهم جهاديون بإطلاق النار على حافلة تابعة للجيش الأمريكي في مدينة جدة و نتج عنه 4 مصابين 3 منهم أمريكيين وواحد سعودي . |
| 28 مارس 1991              | إطلاق نار                                | 0         | 3         | جرح 3 من جنود المارينز الأمريكي في مدينة الجبيل و يشتبه بأن من قاموا بالهجوم جهاديون . |
| مايو - يونيو 1991         | إشعال حرائق وتخريب في ممتلكات عامة وخاصة | 0         | 0         | قام مجموعة من الإسلاميين في الرياض وبريدة بحرق محلات فيديو ومراكز نسائية وتكسير سيارات بعض الأشخاص اللذين يشتبه بحسب رأيهم في أنهم يعيشون حياة منحرفة، وتسببت هذه الأحداث في خسائر مادية . |
| 11 نوفمبر 1994            | هجوم بمادة حارقة                         | 0         | 1         | قام الجهادي عبد الله الحضيف بمهاجمة عقيد في المباحث العامة السعودية (بمثابة المخابرات الداخلية أو أمن الدولة) بمادة حارقة تسببت بإصابة العقيد وألقي القبض على المهاجم وتم محاكمته وإعدامه . |
| 13 نوفمبر 1995            | سيارة مفخخة                              | 7         | 60        | هجوم بسيارة مفخخة على مقر للحرس الوطني السعودي تتواجد به بعثة عسكرية أمريكية، نفذ الهجوم 4 سعوديين جهاديين عائدين من أفغانستان قامت السلطات بإعتقالهم ومن ثم محاكمتهم وتم إعدامهم . |
| 27 مارس 1996              | إختطاف طائرة                             | 0         | 0         | قام سعوديون جهاديون بإختطاف طائرة من طراز ايرباص تابعة للخطوط المصرية كانت في رحلة إنطلقت من جدة إلى القاهرة قبل أن تختطف وتجبر على تغيير اتجاهها إلى درنة في ليبيا قبل أن تنجح السلطات الليبية في إقناع الخاطفين بالنزول وقال الخاطفين أنهم أرادوا لفت النظر لقضية فلسطين .                        |
| أبريل 1996                | محاولة تهريب متفجرات                     | 0         | 0         | ألقي القبض على بعض الشيعة السعوديين أثناء محاولتهم تهريب متفجرات من الأردن إلى السعودية . |
| 25 يونيو 1996             | شاحنة مفخخة                              | 20        | 372       | قام أفراد من حزب الله الحجاز بتفجير شاحنة مفخخة إستهدفت مقر سكني لعسكريين أمريكيين في مدينة الخبر شرق السعودية . |
| يناير 1998                | تهريب أسلحة ثقيلة                        | 0         | 0         | أحبطت السلطات السعودية محاولة تهريب شحنة من الصواريخ المضادة للدبابات من اليمن إلى السعودية و ألقت السلطات السعودية القبض على المئات من المشتبه بهم بأنهم على صلة بتنظيم القاعدة . |
| ديسمبر 1998               | محاولة تهريب صواريخ                      | 0         | 0         | حاول مسلحين مصريين مقيمين في اليمن تهريب صواريخ إلى السعودية لكن السلطات السعودية إكتشفت الأمر وألقت القبض على أكثر من 300 شخص من المشتبه بهم . |
| 17 مارس 2000              | إطلاق نار                                | 0         | 1         | قام مسلحون مجهولون يعتقد أنهم جهاديون بإطلاق نار على القنصلية الروسية في جدة و إصابة أحد حراس السفارة . |
| اغسطس 2000                | إطلاق نار                                | 1         | 3         | قام جهادي سعودي بإطلاق النار داخل مجمع سكني لخبراء طيران عسكريين أمريكيين وبريطانيين في خميس مشيط و تسبب هذا الهجوم بمقتل شخص وإصابة 3 آخرين والقبض على المسلح . |
| 14 اكتوبر 2000            | إختطاف طائرة                             | 0         | 0         | قام عسكريون سعوديون بإختطاف طائرة ركاب من طراز بوينغ 777 تابعة للخطوط السعودية وكانت تقوم برحلة إنطلقت من جدة و ذاهبه إلى لندن قبل أن يجبرها الخاطفون على الذهاب إلى بغداد و بعد هبوطها هناك قال الخاطفون أنهم أرادوا لفت أنظار العالم إلى أوضاع حقوق الإنسان في السعودية .                         |
| 17 نوفمبر 2000            | سيارة مفخخة                              | 1         | 1         | قتل بريطاني وأصيبت زوجته بجروح في تفجير سيارة مفخخة بالعاصمة الرياض . |
| 22 نوفمبر 2000            | سيارة مفخخة                              | 0         | 3         | إصيب ثلاثة بريطانيين بالرياض في تفجير سيارة مفخخة . |
| 20 يونيو 2002             | سيارة مفخخة                              | 1         | 0         | قتل بريطاني بجروح بعد زرع عبوة ناسفة في سيارته في حي النخيل بمدينة الرياض. |
| 29 سبتمبر 2002            | عبوة ناسفة                               | 1         | 0         | قتل ألماني بجروح بعد زرع عبوة ناسفة في سيارته بمدينة الرياض. |
| 24 يناير 2003             | إطلاق نار                                | 1         | 3         | مسلحون أطلقوا النار على فرقة من المباحث العامة. |
| 20 فبراير 2003            | إطلاق نار                                | 1         | 0         | قتل بريطاني يعمل في شركة بي إيه إي سيستمز بجروح إطلاق النار على سيارته بمدينة الرياض.. |
| 18 مارس 2003              | تفجير                                    | 0         | 0         | انفجار عبوة متفجرة في منزل في حي الجزيرة. |
| 1 مايو 2003               | إطلاق النار                              | 1         | 0         | إطلاق نار على أميركي يعمل في قاعدة الملك عبد العزيز البحرية السعودية. |
| 6 مايو 2003               | محاولة إرهابية                           | 0         | 0         | إحباط أكبر محاولة إرهابية لـ«القاعدة» في الرياض ووزارة الداخلية تعلن أسماء 19إرهابيًا. |
| 12 مايو 2003              | تفجير                                    | 26        | +200      | في منتصف الليل هاجم 9 مسلحون وانتحاريون بأربع سيارات مفخخة ثلاثة مجمعات سكنية في وقت متزامن. وجميع تلك المجمعات يقطنها أجانب بينهم مسلمون في شرق مدينة الرياض وهي مجمع درة الجداول، مجمع الحمراء ومجمع شركة فينيل. للمزيد انظر تفجيرات شرق الرياض                                                   |
| 31 مايو 2003              | قنبلة يدوية                              | 2         | 2         | إلقاء قنبلة يدوية على رجال الأمن من سيارة جيب تويوتا يستقلها شخصان متوقفة على طريق (حائل ـ لينة). |
| 14 يونيو 2003             | إطلاق النار                              | 2         | 9         | قام مسلحون بإطلاق النار على رجال الأمن في مداهمة بحي الخالدية في مكة. |
| 10 أغسطس 2003             | إطلاق النار                              | 0         | 0         | إطلاق النار على رجال الأمن بعد مطاردة مشتبه به من إحدى الاستراحات في جنوب الرياض. |
| 8 نوفمبر 2003             | تفجير                                    | 17        | 122       | هجوم إرهابي بشاحنة مفخخة على مجمع المحيا السكني في الرياض. |
| 21 ابريل 2004             | تفجير                                    | 5         | 146       | هجوم إنتحاري بسيارة مفخخة في الوشم في الرياض بالقرب من مبنى الإدارة العامة للمرور. |
| 1 مايو 2004               | إطلاق النار                              | 6         | 20        | 4 إرهابيين يهاجمون شركة في ينبع ويطلقون النار بطريقة عشوائية. |
| 29 مايو 2004              | احتجاز الرهائن                           | 22        | 25        | مسلحون إرهابيون يقتحمون مجمعًا سكنيًا في الخبر ويحتجزون عشرات الرهائن |
| 6 يونيو 2004              | إطلاق النار                              | 1         | 1         | مقتل مصور إيرلندي وإصابة صحفي بريطاني بعد تعرضهم لإطلاق نار من مجهولين في الرياض. |
| 6 ديسمبر 2004             | تفجير                                    | 5         | 8         | محاولة اقتحام القنصلية الأمريكية في جدة. |
| 29 ديسمبر 2004            | تفجير                                    | 0         | 93        | هجومان انتحاريان أمام وزارة الداخلية ومبنى لقوات الطوارئ في الرياض. |
| 26 فبراير 2007            | إطلاق النار                              | 4         | 0         | مجموعة إرهابية مسلحة أطلقت النار على فرنسيين قرب المدينة المنورة. |
| 26 مايو 2011              | إطلاق نار                                | 1         | 1         | الاعتداء على دوريتي أمن ومقتل رجل أمن وإصابة الآخر في بريدة. |
| 6 يوليو 2011              | إطلاق النار                              | 2         | 1         | بادر إرهابي أثناء محاولته التسلل إلى الحدود اليمنية بإطلاق النار بكثافة على رجال الأمن في الوديعة بنجران. |
| 23 نوفمبر 2011            | إطلاق النار                              | 2         | 6         | استهداف النقاط والمركبات الأمنية وإطلاق النار، إحراق الحاويات وإغلاق بعض الطرق في العوامية. |
| 7 ابريل 2014              | إطلاق النار - تفجير                      | 4         | 9         | قيام مجموعة إرهابية بإطلاق النار على دورية أمنية عند منفذ الوديعة الحدودي وتفجير إرهابيين لنفسيهما داخل مبنى في شرورة. |
| 7 نوفمبر 2014             | إطلاق النار                              | 0         | 1         | أطلق مجهولون النار عشوائياً قرب مركز شرطة العوامية. |
| 3 نوفمبر 2014             | إطلاق النار                              | 10        | 13        | تعرض مجموعة من المواطنين في قرية الدالوة بالمنطقة الشرقية لإطلاق نار من مجهولين. |
| 5 يناير 2015              | إطلاق النار                              | 3         | 2         | تعرض إحدى دوريات حرس الحدود بمركز سويف في منطقة الحدود الشمالية لإطلاق نار من عناصر إرهابية |
| 29 مارس 2015              | إطلاق النار                              | 0         | 2         | تعرض إحدى دوريات الأمن في ضاحية لبن غرب مدينة الرياض لإطلاق نار من سيارة مجهولة الهوية مما نتج عنه إصابة رجلي أمن. |
| 22 مايو 2015              | تفجير                                    | 23        | 101       | انفجار أثناء أداء المصلين لصلاة الجمعة بمسجد الإمام علي بن أبي طالب في محافظة القطيف، حيث قام أحد الأشخاص بتفجير حزام ناسف. |
| 29 مايو 2015              | تفجير                                    | 4         | 4         | انفجار أمام بوابة جامع الحسين بحي العنود في الدمام، نتيجة قيام شخص متنكر بزي نسائي بتفجير نفسه بحزام ناسف. |
| 14 يوليو 2015             | إطلاق النار                              | 1         | 2         | مطلوب أمنياً يقتل والده ويصيب اثنين من رجال الأمن في خميس مشيط. |
| 6 أغسطس 2015              | تفجير                                    | 15        | 33        | تفجير انتحاري بمسجد قوات الطوارئ بأبها أثناء قيام منسوبي قوات الطوارئ الخاصة بأداء صلاة الظهر. |
| 16 أكتوبر 2015            | إطلاق النار                              | 5         | 9         | شخص يحمل سلاحاً من نوع رشاش يطلق النارعشوائياً على المارة في محيط مسجد الحيدرية في سيهات بالمنطقة الشرقية. |
| 26 أكتوبر 2015            | تفجير                                    | 2         | 25        | قيام أحد الأشخاص بتفجير نفسه بحزام ناسف بين المصلين بمسجد المشهد بعد صلاة المغرب في نجران. |